# Bonnayodes limnophiloides
Bonnayodes limnophiloides är en grobladsväxtart som beskrevs av Blatter och Hallb.. Bonnayodes limnophiloides ingår i släktet Bonnayodes och familjen grobladsväxter. Inga underarter finns listade i Catalogue of Life.